# Blossia orangica
Blossia orangica är en spindeldjursart som först beskrevs av Lawrence 1935.  Blossia orangica ingår i släktet Blossia och familjen Daesiidae. Inga underarter finns listade.